# Bond Bug
La Bond Bug est la dernière automobile produite sous le nom de la société Bond Cars Limited après son rachat par le constructeur britannique Reliant. Fabriqué de 1970 à 1974, ce coupé deux places à trois roues en polyester arbore un design typique des années 1970 : la « ligne en coin » ou wedge, signée par Tom Karen de Ogle Design. Le prototype est construit sur un châssis de conception nouvelle et sur la base mécanique de la Reliant Regal.

## Histoire
Bond est la branche automobile d'un conglomérat industriel nommé Loxhams and Bradshaw Group. En 1968, lors de son rachat par le groupe Dutton Foreshaw, la marque Bond est exclue de la transaction. Après une tentative de rachat par ses salariés, Bond devient la propriété du constructeur automobile anglais Reliant. Reliant décide de positionner Bond comme marque « premium » et crée une automobile spécifique à cette catégorie : la Bond Bug. À sa sortie, la Bond Bug est présentée comme un moyen de transport futuriste et connaît un grand succès d'estime. Compacte, à vocation sportive, elle cible une clientèle plus jeune que les voitures à trois roues traditionnelles. Son prix élevé de 629 £ la met cependant en concurrence avec des autos classiques bien plus fonctionnelles : Mini, Lotus Super Seven, etc.

## Production
Presque tous les modèles de la Bond Bug sont de couleur mandarine, seule couleur proposée par le constructeur, à l'exception de quelques véhicules publicitaires. Tous les modèles sont produits avec le volant à droite, car la Bug est seulement destinée au marché intérieur du Royaume-Uni. Un prototype à quatre roues a été construit.
La Bond Bug est produite à 2 268 exemplaires, ainsi répartis :
| Bond Bug 700 | Bond Bug 700E/ES  | Bond Bug 750E/ES |
| ------------ | ----------------- | ---------------- |
| 1 exemplaire | 2 125 exemplaires | 142 exemplaires  |

La Bond Bug 700 constitue le modèle de base. Vendue dépouillé de tout luxe, les panneaux latéraux sont en option.
Les modèles E (Executive) sont des versions « luxe », disposant entre autres de panneaux et vitres latérales de série, d'un chauffage, d'un verrouillage de la porte et d'un éclairage intérieur.
Les modèles ES (S pour « Sport ») comportent les mêmes éléments que la série E, mais avec en plus des jantes en aluminium, une roue de secours, un taux de compression plus élevé et d'autres ajouts, comme un volant plus sportif.

## Technique
Le moteur en alliage léger de 700 cm3 est monté longitudinalement en position centrale avant , entre les jambes des deux passagers. La transmission aux roues arrière s'exerce par une boite à 4 rapports synchronisés.
La mécanique produit 22 kW/29 ch sur les modèles 700 et 700E, tandis que le modèle haut de gamme, la 700ES, propose une culasse modifiée et un taux de compression plus élevé délivrant une puissance de 23 kW ou 31 ch.
Les exemplaires de la dernière année de production, en 1974, sont tous équipés d'un 750 cm3 issu de la Reliant Robin, proposant davantage de couple et de puissance, qui passe à 34 ch.

## La Bond Bug dans la culture populaire
Tom Karen a supervisé le design et la production du Landspeeder de Luke Skywalker dans le film Star Wars, épisode IV : Un nouvel espoir (1977). Un des modèles du Landspeeder utilise le châssis d’une Bond Bug, cachant les roues grâce à des miroirs inclinés à 45°.
Dans l’émission Wheeler Dealers : Occasions à saisir, un modèle de Bond Bug est restauré en 2010 (Saison 7, épisode 6).
Dans l'émission Car SOS, une Bond Bug 700ES est restaurée en 2021 (Saison 9, épisode 10).
Une Bond Bug figure dans le clip vidéo de la chanson Millenium de Robbie Williams.

## Record
En 2017, Jeremy Clarkson bat le record britannique de vitesse en véhicule amphibie, avec une vitesse de 76,94 km/h dans une Bond Bug modifiée, à l'occasion de la Power Boat Records Week. L'événement est immortalisé dans l'épisode 9 de la seconde saison de l'émission The Grand Tour.